# بيل ميلر (لاعب كرة قدم كندي)
بيل ميلر هو لاعب كرة قدم كندي، ولد في 20 مايو 1950 في Lennoxtown ‏ في المملكة المتحدة.